# Trường Đại học Công nghệ Thành phố Hồ Chí Minh

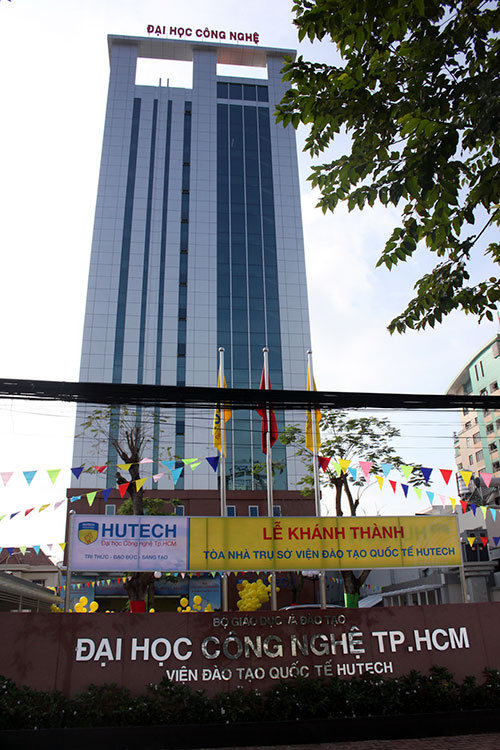

Đại học Công nghệ Thành phố Hồ Chí Minh - HUTECH là một đại học tư thục. Trường chính thức chuyển từ loại hình dân lập sang tư thục theo quyết định số 702/QĐ – TTg của Thủ tướng Chính phủ kể từ ngày 19/05/2010.
Hiện tại, hệ thống giáo dục HUTECH (HUTECH Education) bao gồm 2 trường đại học thành viên là Trường Đại học Công nghệ Thành phố Hồ Chí Minh (HUTECH) và Trường Đại học Kinh tế - Tài chính (UEF), bên cạnh đó, còn có Trường liên cấp song ngữ Hoàng Gia - Royal Bilingual International School - Royal School.

## Lịch sử hình thành và phát triển
Trường Đại học Công nghệ Thành phố Hồ Chí Minh được thành lập ngày 26/4/1995 theo quyết định số 235/TTg của Thủ tướng Chính phủ và chính thức đi vào hoạt động theo quyết định số 2128/GD-ĐT ngày 24/06/1995 của Bộ trưởng Bộ Giáo dục và Đào tạo. Trường chính thức chuyển từ loại hình dân lập sang tư thục theo quyết định số 702/QĐ – TTg của Thủ tướng Chính phủ kể từ ngày 19/05/2010.
Đại học HUTECH sở hữu 4 khu học xá tại khu vực trung tâm TP. Hồ Chí Minh với tổng diện tích trên 100.000 m². HUTECH đã đưa vào sử dụng Trung tâm Đào tạo nhân lực chất lượng cao HUTECH và Viện Công nghệ cao HUTECH vào năm 2016.

## Chất lượng đào tạo

### Đội ngũ giảng viên
Tính đến tháng 1 năm 2015, trường có 723 giảng viên. Trong đó có 9 Giáo sư, 21 Phó giáo sư, 95 Tiến sĩ, 416 Thạc sĩ và 182 giảng viên có trình độ Đại học.
Năm học 2017 - 2018, trường có 1109 giảng viên. Trong đó có 9 Giáo sư, 32 Phó giáo sư, 181 Tiến sĩ, 707 Thạc sĩ và 191 giảng viên có trình độ Đại học.
Năm học 2022 - 2023, trường có 1875 giảng viên cơ hữu gồm 15 Giáo sư, 45 Phó Giáo sư, 249 Tiến sĩ khoa học - Tiến sĩ, 1226 Thạc sĩ.

### Cơ sở vật chất
Năm học 2015 - 2016:
- Diện tích phòng học: 51.621 m².
- Số phòng học: 208 phòng học.
- Thư viện: diện tích 2.168 m².
- Phòng thí nghiệm: diện tích 10.325 m² với 31 phòng thí nghiệm chuyên dụng.

Năm học 2017 - 2018:
- Diện tích phòng học: 57.982 m²
- Số phòng học: 282 phòng học.
- Thư viện: diện tích 3.710 m²
- Số đầu sách: 145.190 quyển.
- Phòng thí nghiệm: diện tích 10.325 m² với 31 phòng thí nghiệm chuyên dụng.
- Xưởng thực tập, thực tập: diện tích 21.951 m²
- Diện tích nhà ăn sinh viên thuộc cơ sở đào tạo quản lý: 1.300 m²
- Diện tích nhà thi đấu đa năng: 3.960 m²
- Diện tích sân vận động: 10.000 m²

## Hệ thống đào tạo

### Trình độ tiến sĩ
- Chính quy: gồm 2 chuyên ngành là Kỹ thuật điện và Quản trị kinh doanh.

### Trình độ thạc sĩ
- Chính quy gồm 11 chuyên ngành.
- Chương trình quốc tế: Ngành Quản trị kinh doanh đến từ trường Đại học Mở Malaysia và trường Đại học Lincoln - Hoa Kỳ.

### Trình độ Đại học
- Chính quy.
- Liên thông từ Cao đẳng.
- Liên thông từ cao đẳng nghề.
- Liên thông từ trung cấp chuyên nghiệp.
- Đào tạo từ xa.
- Văn bằng 2.
- Vừa làm vừa học.
- Chương trình quốc tế.

## Các khoa và ngành đào tạo

### Viện âm nhạc và nghệ thuật
- Công nghệ điện ảnh và truyền hình
- Thanh nhạc

### Viện Kỹ thuật
- Kỹ thuật điều khiển và tự động hóa
- Kỹ thuật cơ – điện tử
- Kỹ thuật cơ khí (cơ khí tự động)
- Công nghệ kỹ thuật ô tô
- Robot và trí tuệ nhân tạo

### Khoa Công nghệ Thông tin
- Công nghệ thông tin.
- An Toàn Thông Tin
- Khoa học dữ liệu

### Khoa Dược
- Dược học

### Khoa Quản trị Kinh doanh
- Quản trị kinh doanh
- Logistics và chuỗi cung ứng
- Quản trị nhân lực

### Khoa Marketing - Kinh doanh quốc tế
- Marketing
- Kinh doanh quốc tế

### Khoa Tài chính - Thương mại
- Kế toán
- Tài chính - Ngân hàng

### Viện Khoa học ứng dụng
- Công nghệ sinh học
- Công nghệ thực phẩm
- Kỹ thuật môi trường
- Thú Y

### Khoa Kiến trúc - Mỹ thuật
- Thiết kế nội thất
- Thiết kế thời trang
- Kiến trúc

### Khoa Xây dựng
- Kỹ thuật công trình xây dựng
- Kỹ thuật xây dựng công trình giao thông
- Kinh tế xây dựng
- Quản lý xây dựng

### Khoa Hệ thống thông tin quản lý
- Hệ thống thông tin quản lý

### Khoa Tiếng Anh
- Ngôn ngữ Anh

### Khoa Nhật Bản học
- Ngôn ngữ Nhật

### Khoa Trung Quốc học
- Ngôn ngữ Trung

### Khoa Hàn Quốc học
- Ngôn ngữ Hàn Quốc
- Đông phương học - chuyên ngành Hàn Quốc học

### Viện Khoa học xã hội và Nhân văn
- Tâm lý học
- Đông phương học (Nhật Bản học và Hàn Quốc học)
- Ngôn ngữ Hàn
- Quan hệ công chúng

### Khoa quản trị du lịch - nhà hàng - khách sạn
- Quản trị khách sạn
- Quản trị nhà hàng và dịch vụ ăn uống
- Quản trị dịch vụ du lịch và lữ hành

### Khoa luật
- Luật kinh tế

### Khoa Truyền thông - Thiết Kế
- Thiết kế đồ hoạ
- Truyền thông đa phương tiện

## Các viện đào tạo trực thuộc trường

### Viện Đào tạo Quốc tế HUTECH

#### Giới thiệu viện
Viện Đào tạo Quốc tế HUTECH điều hành các chương trình đào tạo Quốc tế, đồng thời chủ trì các hoạt động hợp tác nghiên cứu khoa học và chuyển giao công nghệ với các công ty, viện trường trên thế giới. Hiện tại, HUTECH có quan hệ hợp tác đào tạo với Đại học mở Malaysia, Đại học Lincoln - Hoa Kỳ, Đại học Seokyeong - Hàn Quốc, Đại học VIA - Đan Mạch, Cao đẳng Marie Victorin - Canada. Các chương trình hợp tác đào tạo thực hiện từ bậc Cao đẳng đến thạc sĩ.

#### Chương trình đào tạo
- Đại học Lincoln - Hoa Kỳ
- Đại học Cergy-Pontoise
- Đại học Mở Malaysia - Malaysia

### Viện Đào tạo Nghề nghiệp HUTECH
- Trung tâm Tin học HUTECH
- Trung tâm Ngoại ngữ HUTECH
- Trung tâm Kỹ năng HUTECH

### Viện Công nghệ Việt - Nhật (VJIT)
Viện Công nghệ Việt – Nhật (VJIT) là chương trình liên kết với các đại học hàng đầu của Nhật Bản, hiện đang triển khai đào tạo 20 chuyên ngành đại học chuẩn Nhật Bản.